# میرزا حسین‌خان فاطمی
میرزا حسین‌خان فاطمی از سیاستمداران ایرانی بود، که در دوره‌های هشتم
، نهم
، دهم
، یازدهم،
 دوازدهم و  سیزدهم بعنوان نماینده شهرضا در مجلس شورای ملی حضور داشت.